# Zwart knoopkruid
Zwart knoopkruid (Centaurea nigra) is een plant uit de composietenfamilie (Asteraceae). De soort heeft distelachtige bloemhoofdjes die enigszins doen denken aan een scheerkwastje. Zwart knoopkruid is zeldzaam in Nederland en komt voor in de duinen.

## Determinatie
De bladeren zijn lancetvormig en harig. Bovendien zijn de onderste bladeren gesteeld. De bloemen zijn purperrood. Meestal zijn er enkel schijfbloemen, maar soms zijn er ook randbloemen. Het hoofdje heeft een doorsnede van 2–4 cm. De bloemen hebben bruinzwarte omwindselblaadjes en een kamvormig ingesneden aanhangsel. De hoofdjes zijn alleenstaand en bloeien van juli tot de herfst. Zwart knoopkruid draagt een lichtbruine vrucht met een kort pluisje.

## Status binnen verschillende flora's
Er zijn meningsverschillen tussen verschillende botanische instituten in hoeverre zwart knoopkruid een aparte soort is. In verschillende flora's wordt deze soort niet beschreven en is inbegrepen in Centaurea jacea (L.) s.l. (knoopkruid). Dit is het geval in de 22ste druk (1996) van Heukels' Flora van Nederland, de 23ste druk van Heimans, Heinsius en Thijsse's geïllustreerde flora van Nederland en de Nederlandse Oecologische Flora. Deze laatste flora noemt deze soort wel, maar beargumenteert uitgebreid waarom Centaurea nigra geen aparte soort kan zijn vanwege de vele intermediaire exemplaren. De Flora van België, het Groothertogdom Luxemburg, Noord-Frankrijk en de aangrenzende gebieden beschrijft Centaurea nigra wel.

## Afbeeldingen

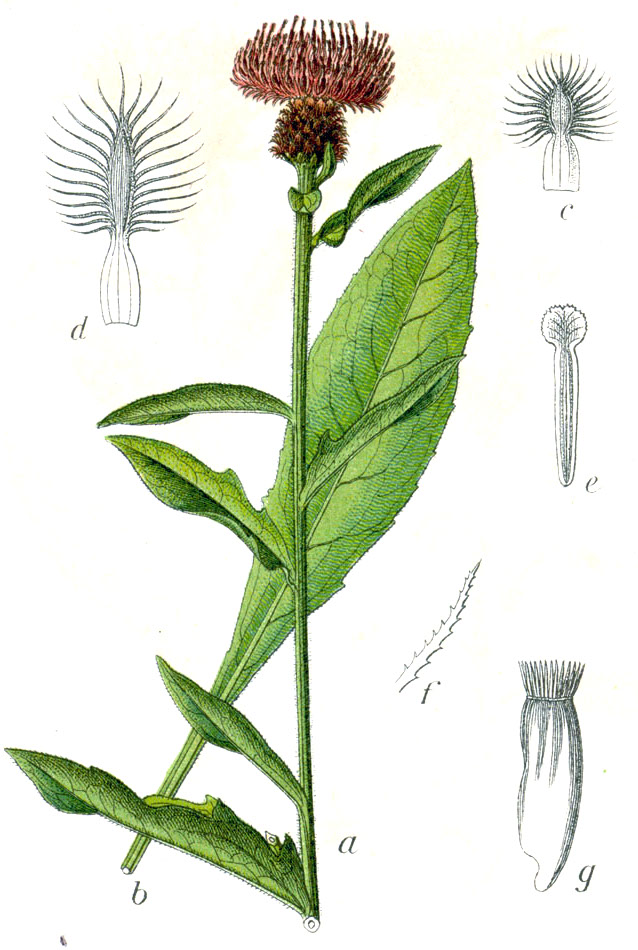
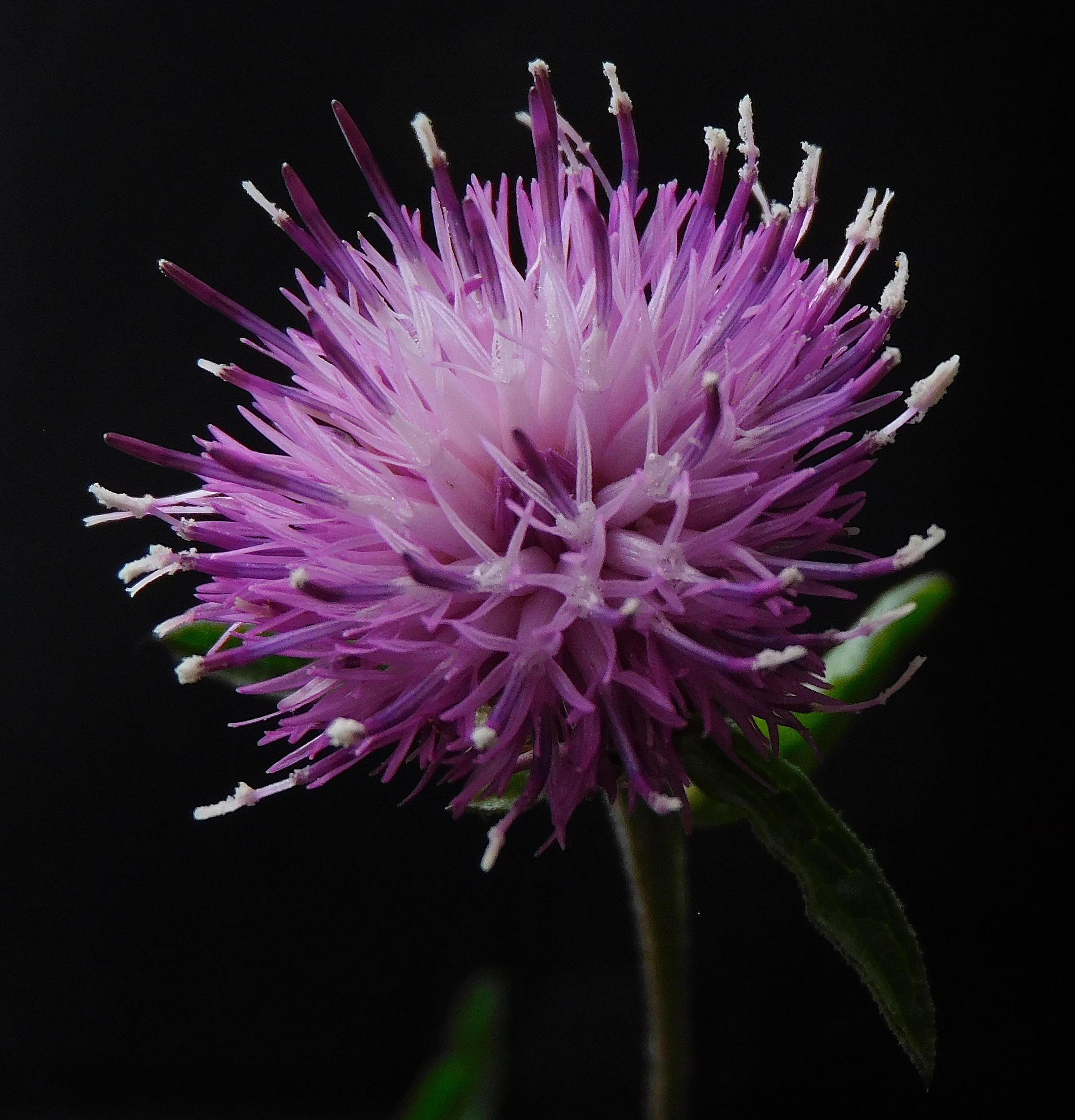
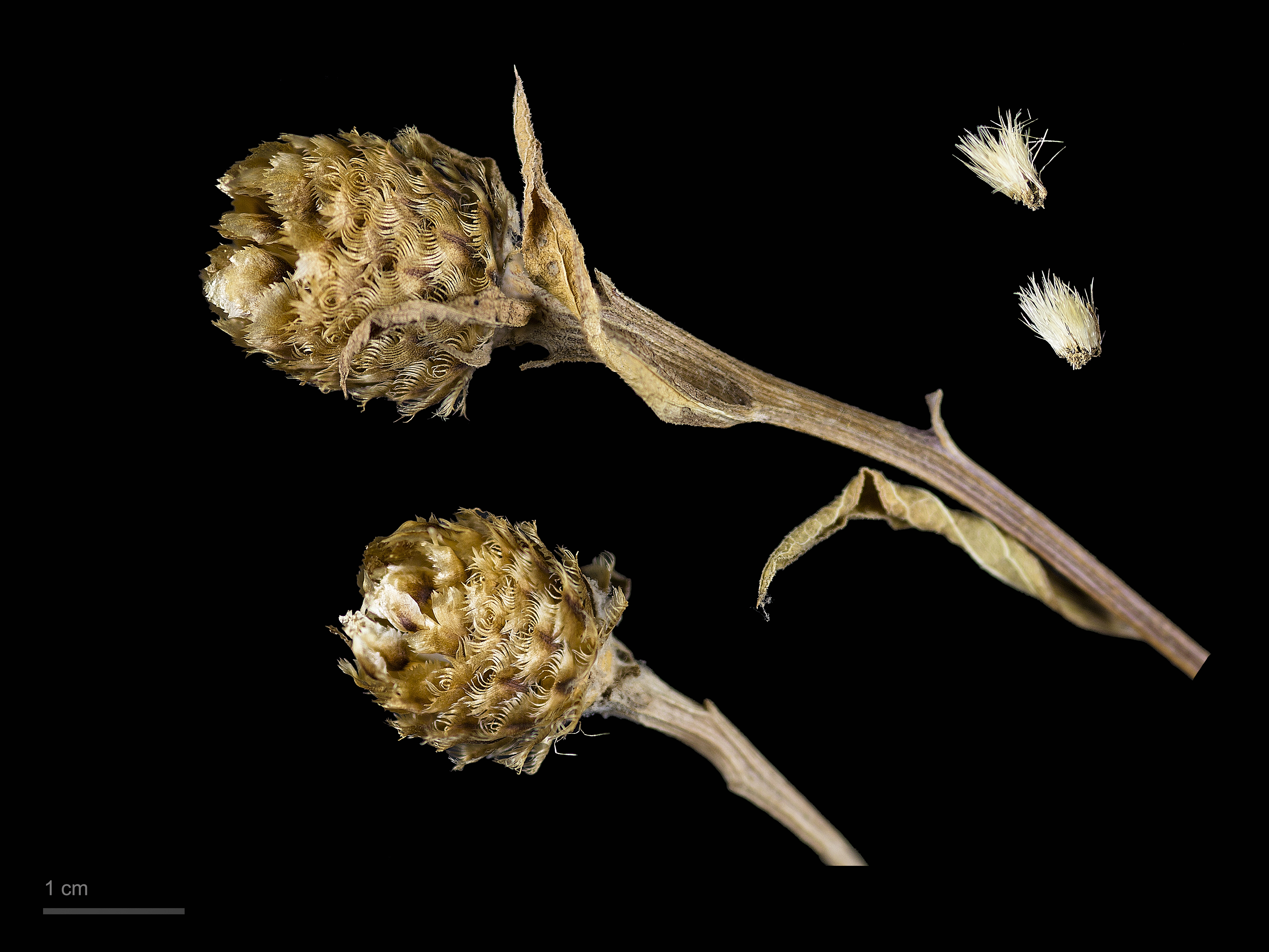